# Ferrari F1-75
O Ferrari F1-75 é um modelo de carro de corrida de Fórmula 1 projetado e construído pela Scuderia Ferrari para disputa do Campeonato Mundial de Fórmula 1 de 2022, pilotado por Charles Leclerc e Carlos Sainz.
O chassi é o primeiro monolugar da Ferrari sob o Regulamento Técnico da FIA de 2022. O F1-75 tem atualmente quatro vitórias, dos grandes prêmios de Barém, da Austrália, da Grã-Bretanha e da Áustria, e onze pódios em suas treze corridas. O carro fez sua estreia competitiva no Grande Prêmio do Barém de 2022.
O engenheiro sul-africano Rory Byrne, embora não creditado oficialmente, esteve fortemente envolvido no projeto do F1-75. Como o carro foi bem sucedido na primeira parte da temporada, seu contrato foi renovado por mais três anos.